# Hermandad de las Tres Caídas (Huelva)
La Hermandad de las Tres Caídas es una cofradía católica del barrio de El Polvorín de la ciudad de Huelva, en Andalucía (España). El nombre oficial y completo de la hermandad es: Ilustre Hermandad de Nuestro Padre Jesús de las Penas en sus Tres Caídas, María Santísima del Amor y del Glorioso Apóstol Santiago. Su sede se encuentra en la Parroquia del Sagrado Corazón de Jesús. 
Hace su estación de penitencia en la Semana Santa de Huelva durante la tarde del Lunes Santo, siendo la hermandad más antigua que procesiona en esta jornada y la que pasa en tercer lugar por la Carrera Oficial de la capital onubense. Está Agregada a la Archicofradía del Glorioso Apóstol Santiago. La fundación de la hermandad tuvo lugar en la Iglesia de Nuestra Señora Estrella del Mar de Huelva en el año 1944 y realizó la primera estación de penitencia el 25 de marzo de 1945. Desde 1990 es Hermano Honorario de la Hermandad el Colegio Oficial de Arquitectos de Andalucía Occidental.

## Heráldica
El emblema principal de la hermandad está compuesto principalmente por la Cruz de Santiago de gules, corona de espinas y los tres clavos. Sobre la cruz aparece el capelo forrado de sinople, guarnecido con dos cordones de  diez borlas cada uno(1, 2, 3, 4). Dos óvalos a cada lado: el diestro en campo de gules un cáliz de oro y la Sagrada Forma; en el siniestro en campo de azur el Anagrama de María. Está timbrado con la Corona Real, de donde parte un listel con la leyenda: "HUMILIATE CAPITA VESTRA DEO OSTENDE NOBIS DOMINE MISERICORDIAM TUAM".

## Historia

### De 1944 a 1970, una nueva cofradía para el Lunes Santo
La Hermandad de las Tres Caídas se funda el 4 de julio de 1944 en la Iglesia de Nuestra Señora Estrella del Mar (Huelva). En el primer libro de Actas de la Hermandad se puede leer: "En la ciudad de Huelva (...), en el domicilio-residencia de los RR.PP Paules de esta capital y bajo la presencia del Señor (...) Padre Miguel Guitérrez (...) se procedió a la constitución oficial de la Hermandad de Nuestro Padre Jesús de las Tres Caídas y María Santísima del Amor (...)." En aquella histórica asamblea se proclamó la primera junta de gobierno que dirigiría los primeros pasos de la Hermandad de las Tres Caídas, siendo nombrado Hermano Mayor D. Nicolás Domínguez Díaz y de la que sería Director Espiritual el Padre Miguel Gutiérrez. 
En 1944 se encargó al imaginero ayamontino Antonio León Ortega la realización de dos imágenes escultóricas. La bendición de la imagen de Nuestro Padre Jesús de las Tres Caídas aconteció durante un solemne acto que tuvo lugar la Iglesia de Nuestra Señora Estrella del Mar en la tarde del sábado 17 de marzo de 1945, el cual fuer presidido por el Excmo. y Rvdmo. Sr. Arzobispo de Lima, D. Emilio Lissón Chávez, y actuó como madrina la Excma. Sra. Dña. Ana Reyes que fuese esposa del Hno. Mayor Honorario Sr. Álvarez Rementería. El nombramiento como Hermano Mayor Honorario de Monseñor Lissón Chávez otorgó a la Hermandad el título de "Ilustre".
En la Semana Santa de 1945, la Hermandad de las Tres Caídas realizó su primera estación de penitencia. Los principales impedimentos planteados fueron el no tener paso propio y las dimensiones de la puerta del templo de la Milagrosa. El primer obstáculo se solventó solicitando al Ayuntamiento de la ciudad el del Patrón San Sebastián y al segundo se resolvió haciendo la salida desde los locales próximos a la Iglesia. El paso cedido se depositó en los antiguos Talleres Torres donde fue preparado y exornado, siendo cubierto con un gran paño y llevado hasta la puerta de la Milagrosa justo en el momento de comenzar el desfile procesional. 
Ante la negativa de las Autoridades Eclesiásticas del momento (Arzobispado de Sevilla) para la constitución de hermandades en templos en los que estuviesen establecidas las Comunidades Religiosas, al encontrarse la Hermandad en un templo que pertenecía a los Padres Paules y las Hijas de la Caridad se  tomó la determinación de trasladarse al Sagrado Corazón de Jesús (El Polvorín) con la aprobación de D. Pablo Rodríguez González. Por ello el Señor fue trasladado procesionalmente el 19 de marzo de 1947 a su nueva sede. El 22 de abril de ese mismo año, en la Sacristía del Polvorín tuvo lugar una reunión con el director de la prisión provincial para promover la liberación de un preso cada tarde noche del Lunes Santo. Este hecho tuvo lugar durante cuatro años (de 1949 a 1952). Con el cambio de templo fue necesario construir un nuevo paso, trabajo que se encargó al tallista José Oliva Castilla por un presupuesto de unas 46.000 de las antiguas pesetas.  
En 1949 fue la prodigiosa gubia de Antonio León Ortega la que encarnó a María Santísima del Amor. La bendición de la titular mariana tuvo lugar el 8 de abril a las ocho de la tarde en la Parroquia del Sagrado Corazón de Jesús por el párroco D. Pablo Rodríguez y actuó como madrina Dña. Concepción Morales Zarandieta, esposa de D. Manuel García Redondo. Para la primera salida procesional de la Virgen del Amor la Hermandad aún no poseía ningún paso, por lo que se recurrió al paso de San Sebastián para cuyo exorno floral se utilizaron como jarras los trofeos del Recreativo de Huelva.
Durante la década de los 50, gran parte de los trabajos de la corporación se centraron en la finalización de la talla de la canastilla  y el dorado del paso de misterio, con la incorporación de las imágenes de Simón de Cirene y nueva talla de la Santa Mujer Verónica. Y, por otro lado, se abordó la construcción de las andas y el paso de palio de la Santísima Virgen. Las primeras piezas de terciopelo verde del palio propio y del manto de la Virgen del Amor, fueron cortados y confeccionados en los talleres de la Hermandad por nuestros hermanos Fermín Tello y Francisco Contioso.
Durante el siguiente decenio la cofradía continuó con su enriquecimiento patrimonial, adquirió una nueva Cruz de Guía realizada en madera por el tallista Miguel Hierro,una nueva bandera de raso, los tejidos para confeccionar nuevas piezas para el paso de palio y flecos y cordonería de oro para las bambalinas. Además,se restauraron los varales y se encargaron nuevos respiraderos al orfebre Jesús Domínguez. El ajuar de los dos titulares también se vio enriquecido con diferentes piezas, destacando la túnica morada con bordado de oro en las mangas para el Señor y la saya de tisú bordada en oro para la Virgen, ambas preseas ejecutadas por Francisco Contioso.

### De 1970 a 1994, 50 de años de devoción floreciente
En los años venideros, la Hermandad continúa creciendo en el ámbito patrimonial y humano, ya que se van creando diferentes grupos que a día de hoy siguen formando parte del seno de la cofradía. En el año 1978 acontece uno de los grandes momentos para muchos hermanos y para los cofrades onubenses, se crea la primera cuadrilla de hermanos costaleros que fue dirigida por D. Manuel Morón Illescas. Posteriormente, en 1983 se crea el primer grupo joven de la Hermandad, presidido por D. Manuel Ponce Contreras.
En lo referente al patrimonio material se siguen acometiendo mejoras para ambos pasos procesionales. Por ejemplo, se estrena la peana para el paso de palio, ejecutada por el taller Hijos de Juan Fernández, así como los candelabros de cola y dos faroles de entrevarales portado por ángeles, por el taller de orfebrería de Manuel de los Ríos Navarro y las maniguetas del paso de misterio realizadas por D. Manuel Romero Palomo. También se llevarían a cabo las labores de bordado de las bambalinas con dibujo de D. Francisco Contioso y con pinturas de dos escenas de la Pasión de Cristo, obra de D. Francisco Llonís Santiago.
En cuanto a las insignias, se estrenó el guion de la Hermandad con el escudo heráldico bordado, las bocinas de Hijos de Juan Fernández con paños bordados por D. Manuel Ponce Contreras y D. Franscisco Nieto Benítez, una nueva Cruz de Guía, nueva bandera de Sangre en raso confeccionada por D. Francisco Contioso y el Sentus bordado combinado con malla sobre terciopelo por D. Manuel Ponce Contreras y D. Francisco Nieto Benítez, que también realizaron el banderín de la Juventud. También el banderín conmemorativo del Hermanamiento con la Hermandad de Montemayor, realizado por D. Francisco Contioso; incesarios, ciriales, naveta y pértiga de Hijos de Juan Fernández
La imagen de Nuestro Padre Jesús de las Penas presidió por primera vez el Vía+Crucis de la Unión de Cofradías el 14 de marzo de 1986 y en 1988, con motivo de la celebración del Año Mariano, la Virgen del Amor realizó una Salida Extraordinaria. Junto a estas efemérides, otro de los más relevantes acontecimientos fue la inauguración de la casa Hermandad en el edificio Nuestra Señora del Amor, en diciembre de 1989, la cual supuso un acicate en la vida de la Hermandad.
En el año 1994 la Hermandad celebra su Cincuentenario Fundacional con un considerable programa de actos, además se realizó un cartel conmemorativo obra de D. Franscisco Llonís Santiago y se publicó un libro con la historia de la Hermandad "Medio Siglo de Historia de las Tres Caídas", cuyo autor fue D. Manuel Tello Camacho. También se realizaron exposiciones, conciertos y proyecciones de diapositivas. La misa Pontifical de Acción de Gracias se celebró en el Polvorín, con la presidencia del Excmo. Sr. Obispo de la Diócesis, D. Ignacio Noguer Carmona, y celebrando D. Juan Mairena, D. Antonio Bueno, D. José Antonio Díaz-Roca, D. Antonio Lagares y D. Antonio Pulido.

## Sede
La Hermandad de las Tres Caídas tiene su sede canónica en la Parroquia del Sagrado Corazón de Jesús, en la antigua capilla bautismal. En un inicio, cuando la hermandad se establece en este templo, se instala en una de las capillas laterales hasta que finalmente ocupa la capilla bautismal. Es la segunda hermandad en establecerse en este templo, tras la Hermandad de la Victoria, al trasladarse (19 de marzo de 1947) desde la Iglesia de Nuestra Señora Estrella del Mar (Huelva) donde se funda en 1944. Posteriormente se funda la Hermandad de la Sagrada Cena y la Hermandad Filial de Montemayor.
Las imágenes titulares se encuentran en un retablo realizado por Daniel Sánchez que fue bendecido el 11 de mayo de 2019, mientras que el Glorioso Apóstol Santiago se encuentra en una hornacina del mismo autor en la nave principal de la iglesia, junto a la capilla. 
El arco de la capilla cuenta con una pintura ornamental realizada por Jesús García Osorno, con diferentes elementos y simbología referente a la Hermandad.

## Nuestro Padre Jesús de las Penas

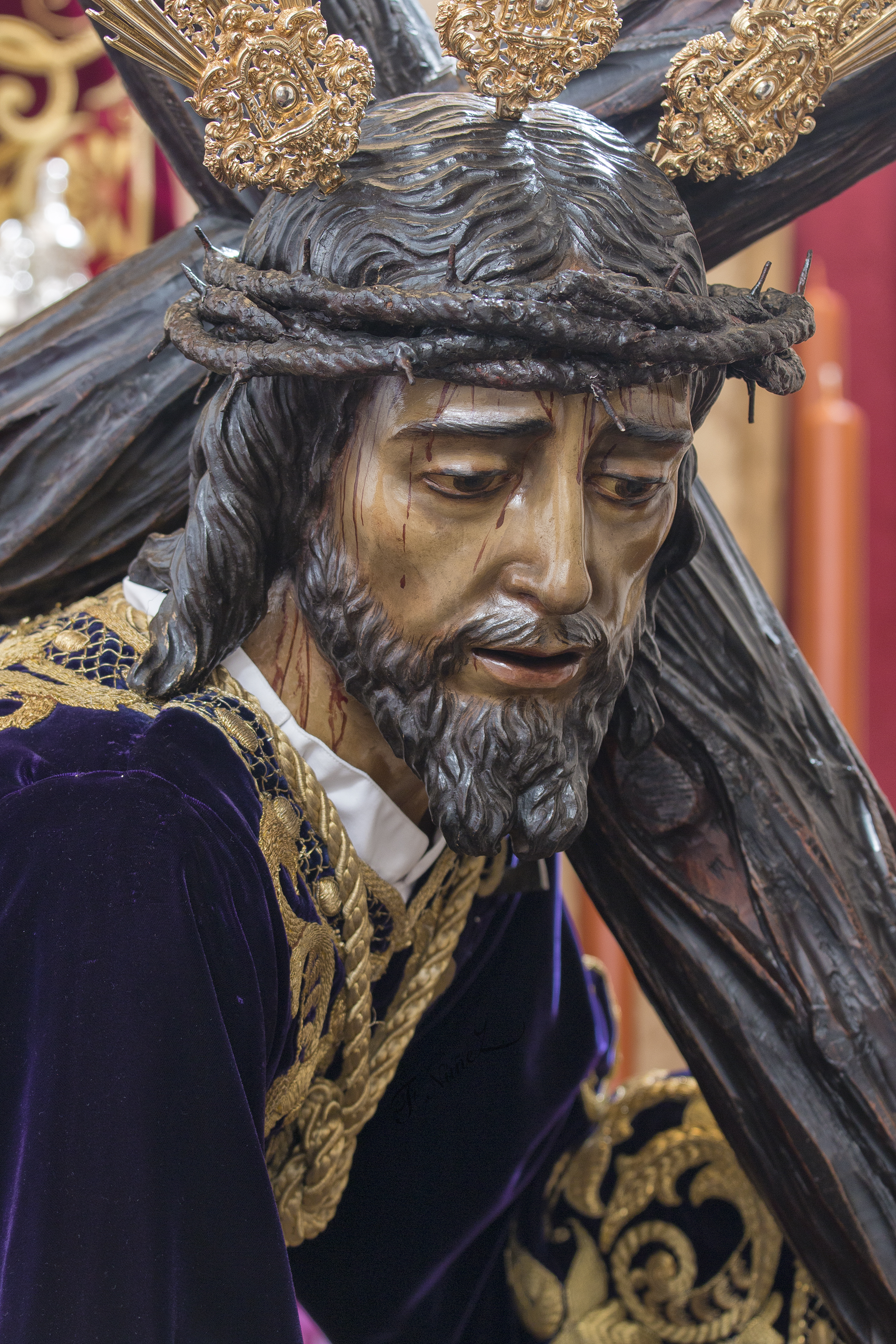
Jesús de las Penas

La imagen del Señor de las Penas fue realizada por Antonio León Ortega.
El 17 de marzo de 1945 fue bendecida la imagen de Nuestro Padre Jesús de las Tres Caídas, por parte del Excmo. y Rvdmo. Sr. Arzobispo de Lima, D. Emilio Lissón Chávez. Gracias a esta relación con el que fuera el XXVII arzobispo de Lima, la hermandad posee el título de "ilustre" en su título oficial.
Restauraciones: José Antonio Díaz Roca (1992). Francisca Borrego (2002). Pedro Manzano (2019).
Medalla de la Ciudad de Huelva: Concedida el 20 de enero de 2020. Impuesta el 8 de marzo de 2020 en la Iglesia de la Milagrosa.

## María Santísima del Amor

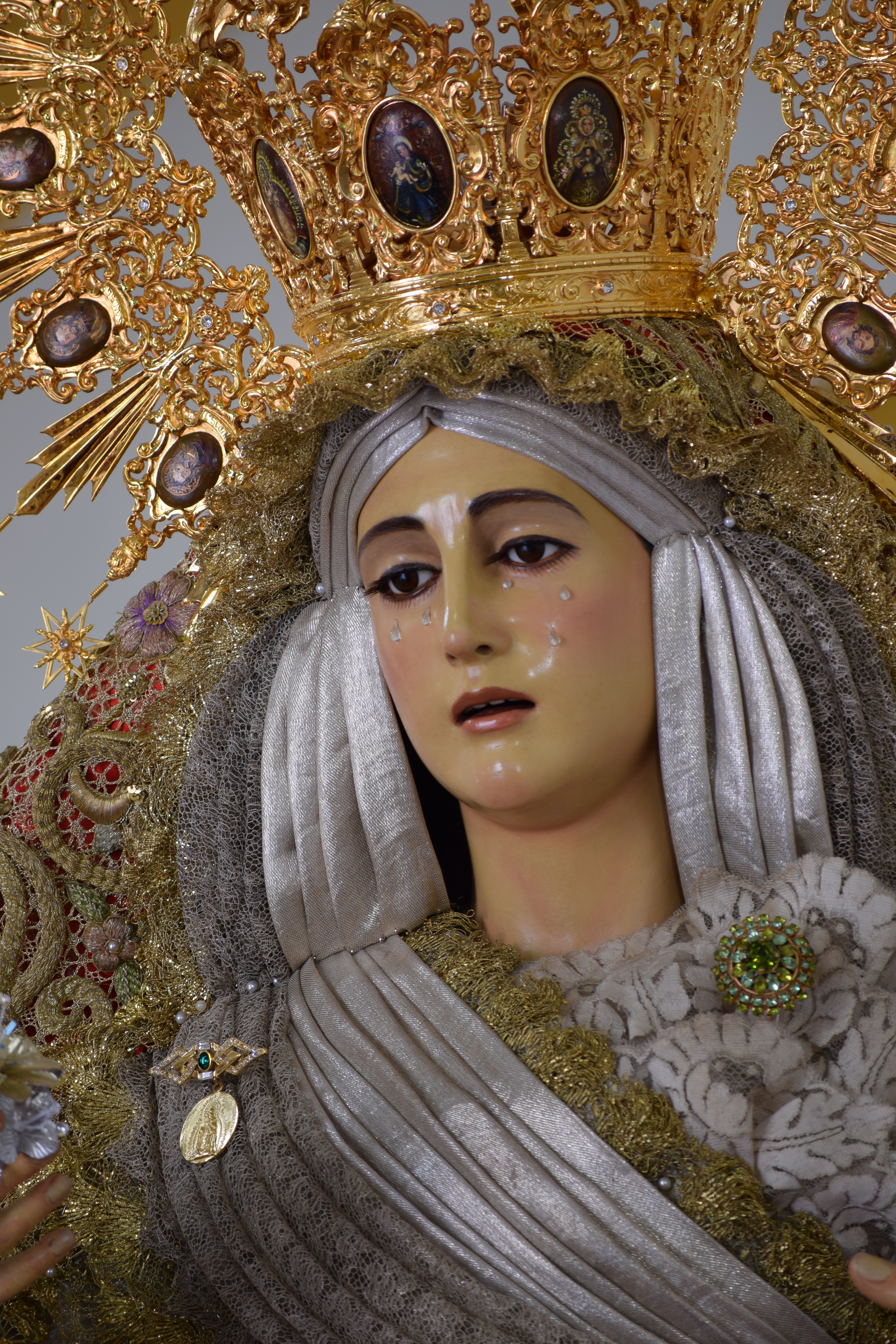
María Santísima del Amor

La imagen de la Virgen del Amor fue realizada por Antonio León Ortega.
El 8 de abril de 1949 fue bendecida por Rvdo. D. Pablo Rodríguez, párroco de El Polvorín.
Restauraciones: Pedro Manzano (2019).
Camarista de Honor: Su Majestad la Reina Doña Sofía, nombramiento aceptado el 20 de septiembre de 2010 por parte de la Casa Real. La Reina emérita también fue la presidenta del Comité de Honor del LXXV aniversario fundacional de la cofradía

## Glorioso Apóstol Santiago

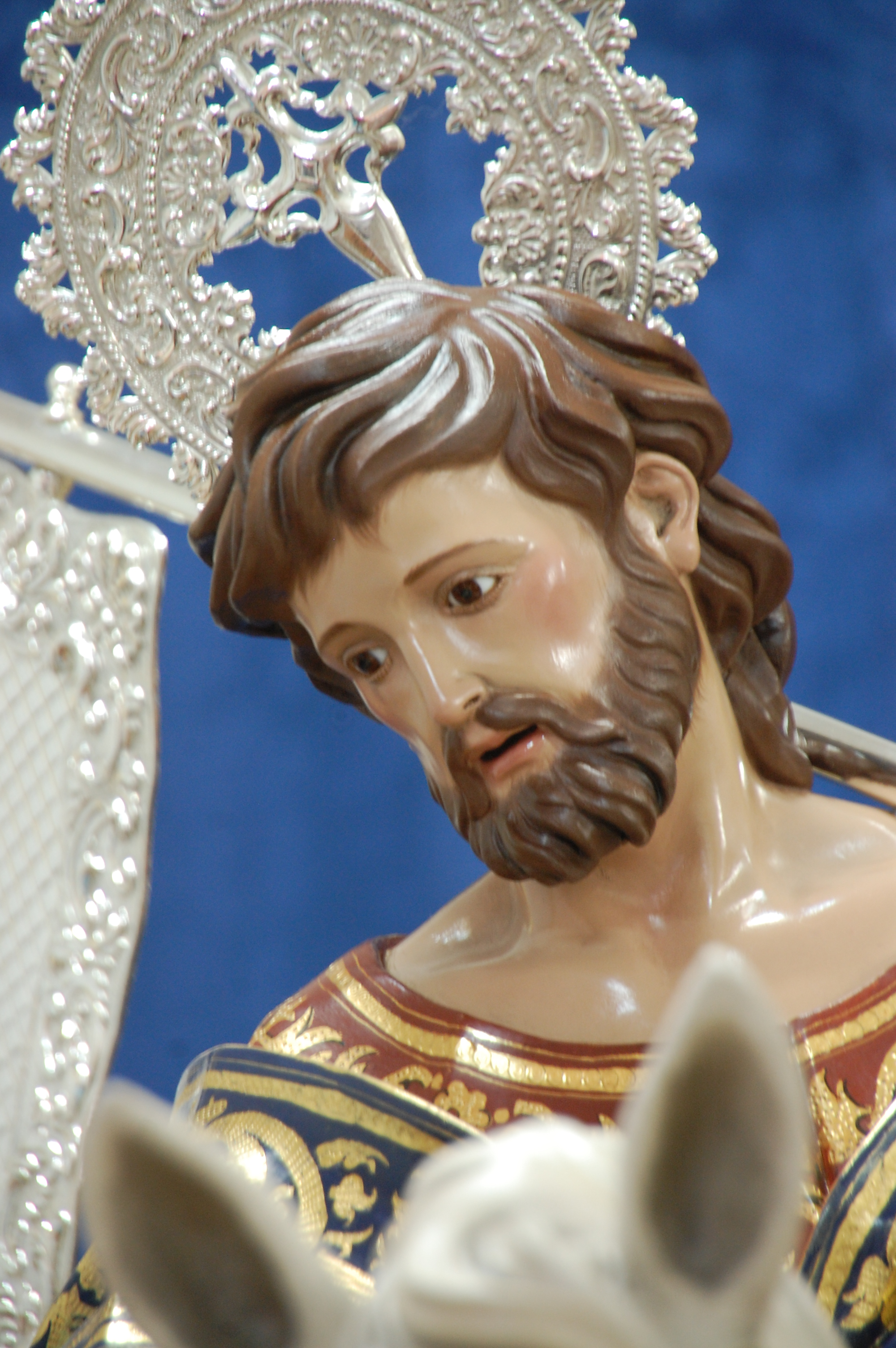
Glorioso Apóstol Santiago (Huelva)

La imagen del Glorioso Apóstol Santiago fue realizada por Alberto Pérez Rojas.
El 23 de mayo de 2012 fue bendecida por D. José Vilaplana Blasco, Obispo de Huelva. Actuaron de padrinos la Archicofradía Universal del Glorioso Apóstol Santiago, con la que se encuentra hermanada, y la Casa de Galicia en Huelva.
Fue realizado por una comisión compuesta por un grupo de hermanos. Es patrón de la juventud de la hermandad, y celebra sus cultos el 23 de mayo.

## Hábito
El hábito fundacional de la hermandad, que sólo lo viste una representación dentro del cortejo portando varas y bandera fundacional, es color hueso la túnica y el morrión, mientras que la capa, botonadura y cíngulo son marrón franciscano
El hábito de nazareno está compuesto por túnica, capa y morrión de sarga blanca, con botonadura y fajín ancho de sarga en color rojo. En el morrión aparece la Cruz de Santiago con corona de espinas y tres clavos. En la capa aparece el escudo heráldico de la Hermandad.

## Marchas Procesionales
Marchas dedicadas a Nuestro Padre Jesús de las Penas en sus Tres Caídas
- A Nuestro Señor de las Penas, de Manuel A. Gónzalez Cruz, 2020.
- A Jesús de las Penas, de Francisco Ortiz Morón, 2019.
- Caído, Jesús Quintero.
- De Amor y Penas, de Jesús Quintero, 2011.
- Tres Caídas, de Rubén González y David Macías, 2008.
- Nuestro Padre Jesús de las Tres Caídas, de Rafael Mancheño Tobilla, 1962.
- Gitano del Polvorín, de Jesús Quintero.
- Señor de las Penas, de Tomás Estrada, 1998.

Composiciones musicales para trío de capilla:
- Jesús de las Penas, de Saúl García, 2009.
- Caído y azotado, de Guillermo Cabrera, 2009.

Marchas dedicadas a María Santísima del Amor:
- Nuestra Señora del Amor, de Juan José Pérez Lagares, 1985.
- Madre y Señora del Amor, de David Gómez Ramírez, 1998.
- Veinticinco años de Amor, de Adolfo Rodríguez García, 2002.
- Reina del Amor, de Iván Macías, 2009.
- Salve, Amor, de Juan Rafael Vílchez Checa, 2010.
- El Amor, David Macías, 2015.
- El Amor del Polvorín, Jesús Perojil 2019.
- Madre del Amor Hermoso, de Cristóbal López Gándara, 2019.